# Vaccinioideae
Vaccinioideae là một phân họ thực vật có hoa trong họ Thạch nam. Chi điển hình là Vaccinium

## Phân loại
Vaccinioideae: Khoảng 50 chi với 1.580 loài. Các chi đa dạng nhất có bầu nhụy hạ như Vaccinium (450 loài), nhưng tại Đông Nam Á thì chi Agapetes (khoảng 400 loài, bao gồm nhiều loài phân loại trong chi Vaccinium), Dimorphanthera (khoảng 85 loài) có quan hệ chị-em với Paphia (18 loài), từng là một phần của chi Agapetes, nhưng không có mối quan hệ trực tiếp với nó, trong khi tại vùng nhiệt đới châu Mỹ thì đa dạng nhất là Cavendishia (155 loài), Psammisia (60 loài), Thibaudia (60 loài), Macleania (55 loài) và Gaylussacia (50 loài). Phần còn lại: Gaultheria (235 loài, bao gồm cả Pernettya, Diplycosia, Tepuianthus). Bắc bán cầu, Malesia và vùng núi Trung và Nam Mỹ, Australia (Queensland), một ít tại châu Phi.
- Tông: Andromedeae
  - Chi: Andromeda - Zenobia
- Tông: Gaultherieae
  - Chi: Chamaedaphne - Diplycosia - Gaultheria - Leucothoe - Pernettya - Pernettyopsis - Tepuia
- Tông: Lyonieae
  - Chi: Agarista - Craibiodendron - Lyonia - Pieris
- Tông: Oxydendreae
  - Chi: Oxydendrum
- Tông: Vaccinieae
  - Chi: Agapetes - Anthopteropsis - Anthopterus - Calopteryx - Cavendishia - Ceratostema - Costera - Demosthenesia - Didonica - Dimorphanthera - Diogenesia - Disterigma - Gaylussacia - Gonocalyx - Macleania - Mycerinus - Notopora - Oreanthes - Orthaea - Pellegrinia -  Periclesia - Plutarchia - Polyclita - Psammisia - Rusbya - Satyria - Semiramisia - Siphonandra - Sphyrospermum - Symphysia - Themistoclesia - Thibaudia - Utleya - Vaccinium.